# Gütersloh (district)
Districtul Gütersloh este un district rural (Kreis) din landul Renania de Nord - Westfalia, Germania.